# Contaminante alimentario
Contaminante alimentario es, según el Codex Alimentarius "Cualquier sustancia no añadida intencionalmente al alimento  que está presente en dicho alimento como resultado de la producción, fabricación, elaboración, preparación, tratamiento, envasado, empaquetado, transporte o almacenamiento de dicho alimento o como resultado de contaminación ambiental. Este término no abarca fragmentos de insectos, pelo de roedores y otras materias extrañas". 
La definición de salud alimentario de la AESA (Autoridad Europea de Seguridad Alimentaria) es la siguiente:
Contaminantes son sustancias químicas que no han sido añadidas intencionalmente a los alimentos o piensos. Estas sustancias pueden estar presentes como resultado de varias etapas en su producción, procesamiento o transporte. También pueden ser resultado de contaminación medioambiental. Los contaminantes pueden suponer un riesgo para la salud humana y animal.

## Tipos de contaminantes alimentarios

### Contaminantes de procesado
- Acrilamida
- Furano
- 3-Monocloropropanodiol (3-MCPD)
- Disolventes orgánicos
- Histaminas
- Bisfenol A
- Cloruro de vinilo

### Contaminantes que ocurren de forma natural
- Micotoxinas (aflatoxinas, ocratoxina A, deoxinivalenol, zearalenona, fumonisinas, toxinas T-2 y HT-2, patulina)
- Alcaloides

### Contaminantes producidos por el hombre
- Retardantes de llama bromurados
- Dioxinas y PCBs
- Nitratos
- HAP Hidrocarburos aromáticos policíclicos

### Otros contaminantes
- Los metales pesados no son un grupo importante de contaminantes que ocurren de forma natural pero entran normalmente en alimentos y piensos como resultado de la actividad humana.
- Los contaminantes presentes en los alimentos y piensos que son importantes únicamente desde el punto de vista de la calidad del alimento (p.ej. cobre), pero no de la salud pública no se incluyen en la definición.
- Los residuos de plaguicidas y medicamentos veterinarios se consideran aparte, al ser añadidos intencionalmente.

## Legislación y política de la UE
La legislación base europea establecida por el Reglamento (CE) nº 1881/2006 de 19 de diciembre de 2006 (DOL 364 de 20.12.2006), establece procedimientos comunitarios en relación con los contaminantes presentes en los productos alimenticios y prohíbe la comercialización de productos alimenticios en los que se haya comprobado la presencia de un contaminante en proporciones inaceptables desde el punto de vista toxicológico.
Los principios rectores de la política de seguridad alimentaria en la UE se basan en: un planteamiento global e integrado, la responsabilidad de cada uno de los participantes en la cadena alimentaria, la trazabilidad del alimento o pienso, el análisis del riesgo y el principio de precaución.